# Africallagma elongatum
Africallagma elongatum är en trollsländeart som först beskrevs av Martin 1907.  Africallagma elongatum ingår i släktet Africallagma och familjen dammflicksländor. IUCN kategoriserar arten globalt som livskraftig. Inga underarter finns listade i Catalogue of Life.